# Wilga
Wilga è un comune rurale polacco del distretto di Garwolin, nel voivodato della Masovia.
Ricopre una superficie di 119,13 km² e nel 2004 contava 5 305 abitanti.